# Conus roosevelti
Conus roosevelti é uma espécie de gastrópode do gênero Conus, pertencente à família Conidae.